# Staatsraad van Wallis
De Staatsraad van Wallis (Frans: Conseil d'État du canton du Valais; Duits: Staatsrat des Kantons Wallis) is de kantonnale regering van het Zwitserse kanton Wallis. De Staatsraad bestaat uit vijf departementen, geleid door rechtstreeks gekozen ministers, ook staatsraden genoemd. 

## Samenstelling

### 2009-2013
| Naam                       | Partij | Partij  | Bevoegdheid                             |
| -------------------------- | ------ | ------- | --------------------------------------- |
| Jean-Michel Cina           |        | CVP/PDC | Economie, energie en omgeving           |
| Esther Waeber Kalbermatten |        | SP/PS   | Veiligheid, sociale zaken en integratie |
| Jacques Melly              |        | CVP/PDC | Transport, materiaal en milieu          |
| Claude Roch                |        | FDP/PLR | Onderwijs, cultuur en sport             |
| Maurice Tornay             |        | CVP/PDC | Financiën, instellingen en gezondheid   |

### 2013-2017
| Naam                       | Partij | Partij  | Bevoegdheid                          |
| -------------------------- | ------ | ------- | ------------------------------------ |
| Jean-Michel Cina           |        | CVP/PDC | Economie, energie en omgeving        |
| Oskar Freysinger           |        | SVP/UDC | Onderwijs en veiligheid              |
| Esther Waeber Kalbermatten |        | SP/PS   | Gezondheid, sociale zaken en cultuur |
| Jacques Melly              |        | CVP/PDC | Transport, materiaal en milieu       |
| Maurice Tornay             |        | CVP/PDC | Financiën en instellingen            |

### 2017-2021
| Naam                       | Partij | Partij  | Bevoegdheid                          |
| -------------------------- | ------ | ------- | ------------------------------------ |
| Christophe Darbellay       |        | CVP/PDC | Economie en onderwijs                |
| Frédéric Favre             |        | FDP/PLR | Veiligheid, instellingen en sport    |
| Esther Waeber Kalbermatten |        | SP/PS   | Gezondheid, sociale zaken en cultuur |
| Jacques Melly              |        | CVP/PDC | Mobiliteit, omgeving en milieu       |
| Roberto Schmidt            |        | CVP/PDC | Financiën en energie                 |

### 2021-2025
| Naam                 | Partij | Partij  | Bevoegdheid                          |
| -------------------- | ------ | ------- | ------------------------------------ |
| Christophe Darbellay |        | CVP/PDC | Economie en onderwijs                |
| Frédéric Favre       |        | FDP/PLR | Veiligheid, instellingen en sport    |
| Mathias Reynard      |        | SP/PS   | Gezondheid, sociale zaken en cultuur |
| Franz Ruppen         |        | SVP/UDC | Mobiliteit, omgeving en milieu       |
| Roberto Schmidt      |        | CVP/PDC | Financiën en energie                 |